# Симфороза из Тиволи
Симфороза (Symphorosa, Simforosa, Sinforosa, ум. ок. 138) — святая мученица из Тиволи. День памяти — 18 июля.
По преданию, вдова св. Гетулия, св. Симфороза была умучена во времена императора Адриана вместе с семью своими сыновьями в Тиволи. Также по преданию, когда император Адриан завершил свой дорогостоящий дворец в Тиволи и стал приносить языческую жертву, он получил следующий ответ: «Вдова Симфороза и её сыновья мучат нас ежедневно, молясь своему Богу. Если она и её сыновья принесут жертву нам, то мы обещаем дать вам все, что вы просите». Когда все императорские попытки заставить Симфорозу и её сыновей принести языческую жертву не увенчались успехом, император приказал отвести её в храм Геркулеса, где после различных пыток она была брошена в реку Анио (Anio) с тяжёлым камнем на её шее. Брат Симфорозы Евгений, член совета Тиволи, похоронил её на окраине города.
На следующий день император вызвал её семерых сыновей, и после столь же безуспешных попыток заставить их принести жертву богам он приказал привязать к семи столпам, которые были возведены вокруг храма Геркулеса. Их члены были вырваны воротами. Каждому из них было уготовано своё мученичество. Кресценцу (Crescens) пронзили горло, Иулиану пронзили грудь, Немезию (Nemesius) пропяли сердце, Примитива (Primitivus) поразили в пупок, Иустина пронзили в спину, Страктея (Stracteus), иначе именуемого Стактий (Stacteus, Estacteus), поразили в бок, Евгения разорвали надвое сверху донизу. Их тела были брошены в глубокий овраг, который впоследствии языческие священники прозвали У семи самоубийц (Ad septem Biothanatos). Вслед за этим прекратили преследование за один год и шесть месяцев. В это время тела погибших были захоронены на Тибуртинской дороге в восьми или девяти милях от Рима.
В средине века Сеттекамини (Settecamini) называлось полем семи братьев в память о семерых сыновьях св. Симфорозы. В настоящее время мощи св. Симфорозы и Гетулия почивают в Риме, в храме Сант Анджело ин Пескерия (Chiesa di Sant'Angelo in Pescheria).
Святая Симфороза почитается как сопокровительница Тиволи, покровительница Роккадаспиде (Roccadaspide) и Тоссичия (Tossicia) и защитница Сан-Кирико-Рапаро (San Chirico Raparo).